# Nea Epidauros
Nea Epidavros (greco: Νέα Επίδαυρος), anche scritto Nea Epidauros, è un villaggio greco dell'unità periferica dell'Argolide. Si trova nella parte orientale della penisola di Argolide, a 40 km a est di Nauplia.
Il villaggio fa parte del comune di Epidauro. La sua popolazione è di 896 abitanti secondo il censimento del 2011.
Tra la fine del 1821 e l'inizio del 1822 ospitò la Prima Assemblea Nazionale greca.

## Geografia fisica
L'insediamento è costruito nella parte interna di una ripida roccia a pochi chilometri dal mare. La città non è visibile dal mare, così gli abitanti sono stati protetti dai pirati nel passato. Nella parte superiore della roccia c'è un castello medievale che risale al periodo bizantino.

## Storia
All'epoca della Guerra d'indipendenza greca il villaggio era chiamato Piada. Tra il 20 dicembre 1821 e il 16 gennaio 1822, la Prima Assemblea Nazionale dei greci si è riunita in questo luogo. Oggi c'è un monumento nella piazza centrale del paese dedicato alla prima assemblea nazionale.